# Pseudohynobius puxiongensis
Espèce
Synonymes
- Protohynobius puxiongensis Fei & Ye, 2000

Statut de conservation UICN

 CR  : 
En danger critique
Pseudohynobius puxiongensis est une espèce d'urodèles de la famille des Hynobiidae.

## Répartition
Cette espèce est endémique du Sichuan en Chine. Elle se rencontre dans le xian de Yuexi dans la préfecture de Liangshan, à 2 900 m d'altitude.

## Étymologie
Son nom d'espèce, composé de puxiong et du suffixe latin -ensis, « qui vit dans, qui habite », lui a été donné en référence au lieu de sa découverte, la ville de Pu-xiong dans le xian de Yuexi.

## Publication originale
- Fei & Ye, 2000 : A new hynobiid subfamily with a new genus and new species of Hynobiidae from West China. Cultum Herpetologica Sinica, vol. 8, p. 64-70.